# 을지로입구역
을지로입구(하나은행)역(乙支路入口(韓亞銀行)驛, Euljiro 1(il)-ga station)은 서울특별시 중구 을지로1가에 있는 서울 지하철 2호선의 전철역이다. 역 인근에 을지로로 통한 길이 있어서 이러한 역명이 붙었다. 심야에 2편성이 주박한다. 2022년 9월 1일에 병기역명으로 하나은행이 선정됐다.

## 영어 역명 유래
영어 표기에서는 Euljiro 1(il)-ga(을지로1가)로 표현된다. 이는 "입구"라는 단어에 대해 다른 역의 경우처럼 영어 표기를 생략하면 "Euljiro"만 남게 되어 다른 '을지로○○' 방식의 역명(을지로3가역, 을지로4가역)과의 혼동을 방지하기 위해 이 역의 위치인 을지로1가의 명칭을 따왔다. 마찬가지로 로마자 표기법으로 매큔-라이샤워 표기법을 따르던 시기에는 Ŭlchiro 1(il)-ga로 표기했다. (다만, 2호선 개통 초기에는 일반 명사도 발음을 그대로 옮겨 적었기 때문에 Ŭlchiro ipku로 표기했다)

## 역사
- 1983년 6월 30일 : 을지로입구역으로 역명 결정[1]
- 1983년 9월 16일 : 서울 지하철 2호선 을지로입구 ~ 성수 구간 개통과 함께 영업 개시
- 1984년 5월 22일 : 서울 지하철 2호선 전구간 개통과 함께 을지로 순환선으로 운행 개시
- 2006년 1월 21일 : 승강장 스크린도어 설치
- 2016년 8월 1일 : 역명을 을지로입구역에서 을지로입구(IBK기업은행)역으로 변경
- 2022년 9월 1일: 역명을 을지로입구(IBK기업은행)역에서 을지로입구(하나은행)역으로 변경

## 역 구조
승강장은 2면 2선식 상대식 승강장으로 운영되며, 스크린도어가 설치돼 있다. 출구는 8개이다. 이 역은 지하 상가 중간에 역이 위치한 이유 때문에, 양 승강장의 운임 구역이 분리돼 있다. 
 이 역은 반대 방향으로 횡단이 불가능하며, 역 동쪽으로 심야 주박용 선로가 있다.이 역과 시청역을 연결한 지하상가통로가 있다.

### 승강장
| 시청 ↑                |
| \| 외                 |
| ↓ 을지로3가(신한카드) |

| 외선 순환 | ● 서울 지하철 2호선 | 시청 · 신촌(지하)·홍대입구(Sh수협은행)·신도림 방면              |
| 내선 순환 | ● 서울 지하철 2호선 | 을지로3가(신한카드)·신당 · 성수(NH농협은행)·잠실(송파구청) 방면 |

## 영상
- 을지로입구역 영상보기

## 역 주변
- 광통관
- 국민은행 명동영업부
- 롯데백화점 본점
- 롯데시네마
- 롯데호텔 본사
- 명동거리
- 보신각
- 서울광장
- 한국관광공사 서울센터
- 서울로얄호텔
- 메트로호텔
- 서울 YWCA(서울여자기독교청년회)
- 하나은행 영업부
- iM뱅크 서울영업부
- 우리은행 종로금융센터
- 삼성화재해상보험 본관
- CGV 명동
- 일본정부관광국
- 주한 중국 대사관
- 주한 과테말라 대사관
- 청계천
- 가톨릭평화방송
- 프레지던트호텔
- 한국은행
- 한국은행 화폐금융박물관
- 명동성당
- 내외빌딩
- 관철동 방면
- 삐에로 쑈핑 명동점

## 사진

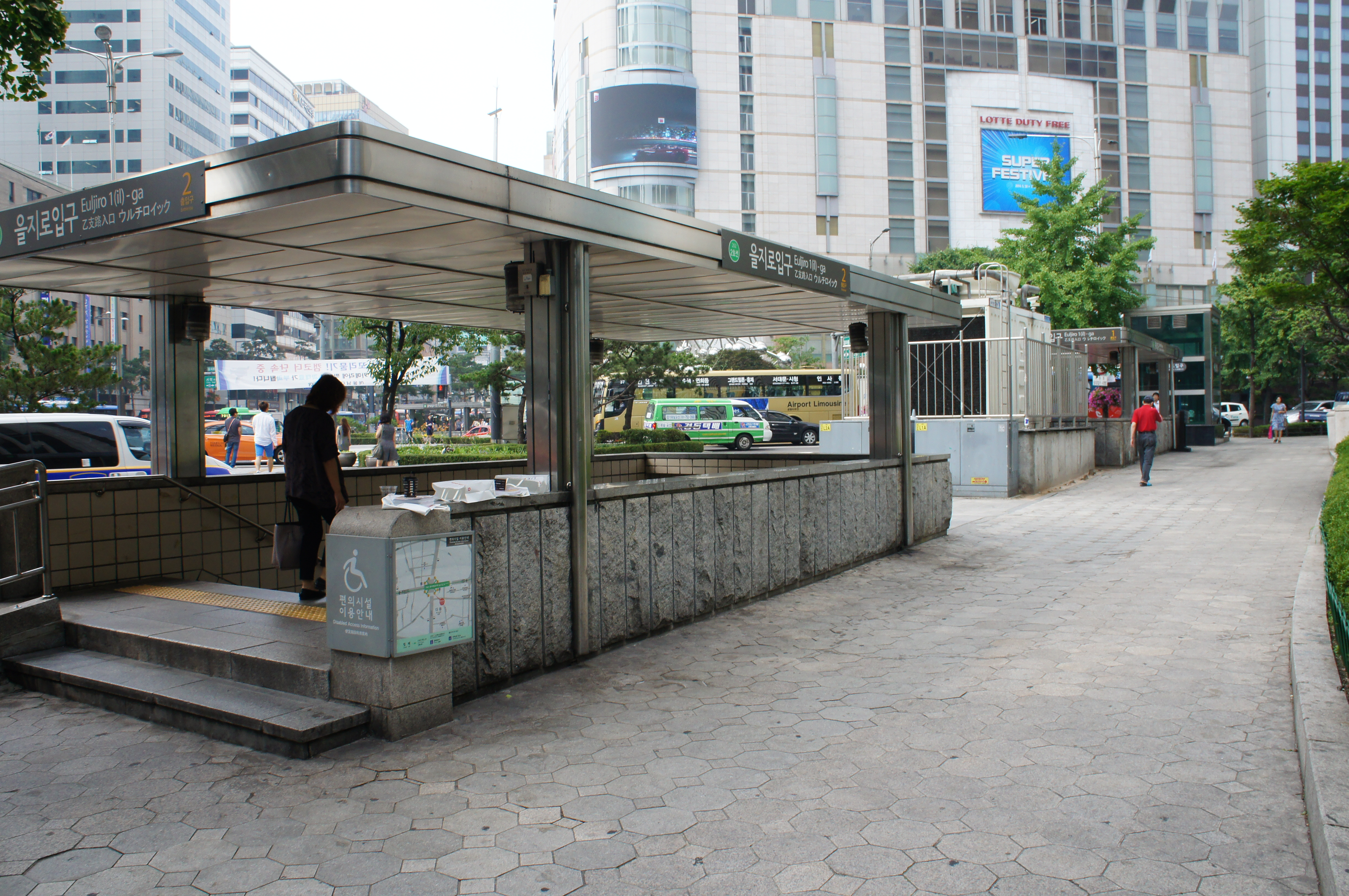
1.6번 출구
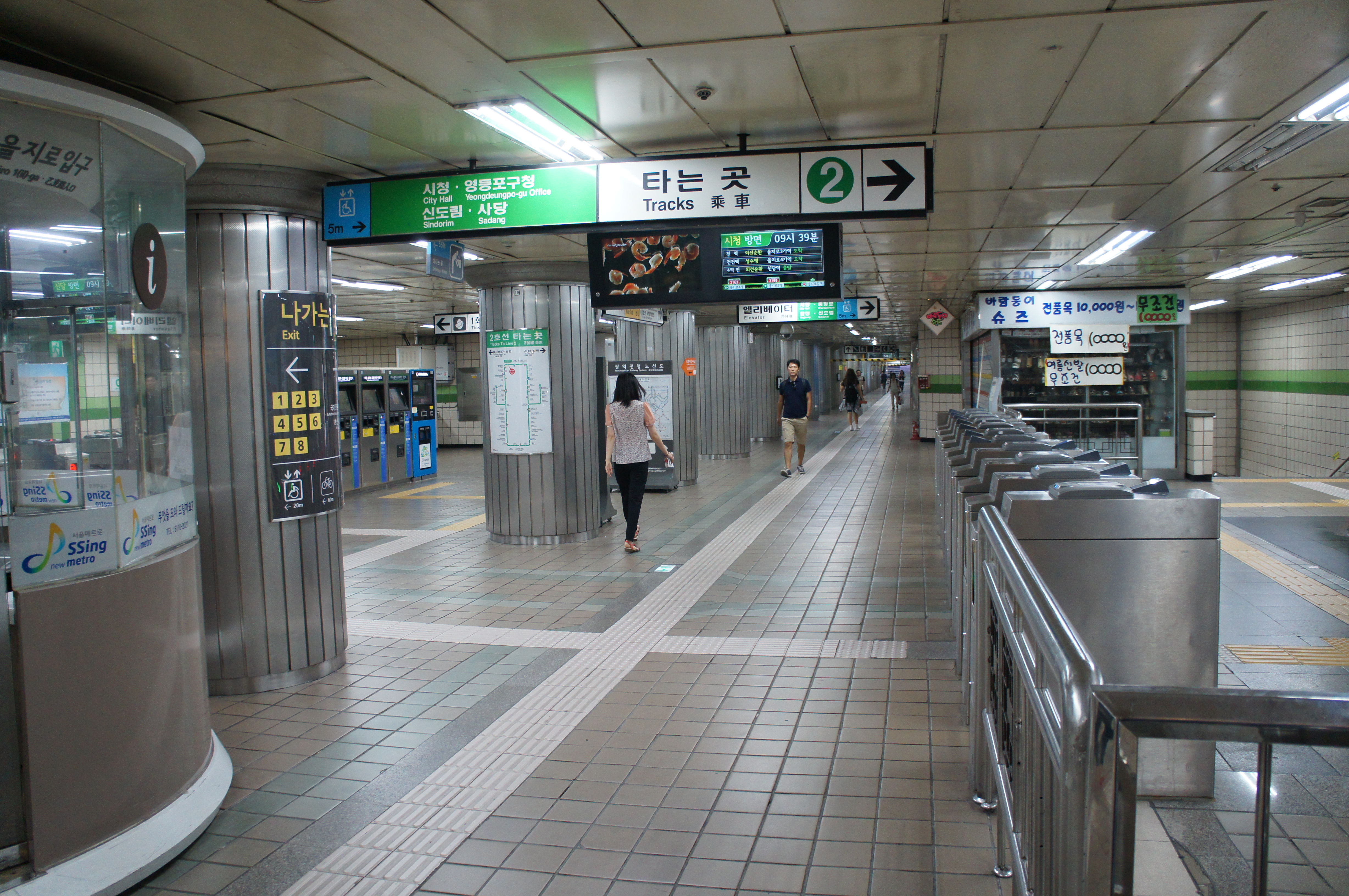
대합실
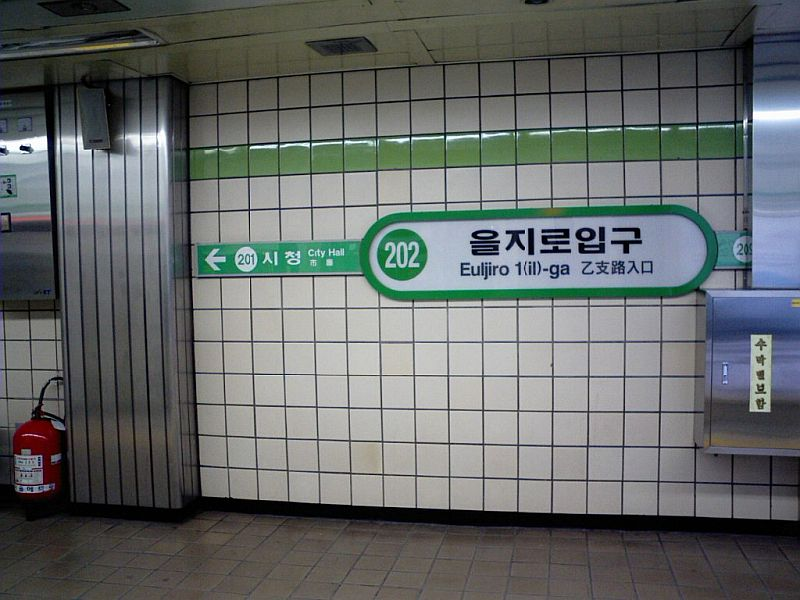
외선순환 역명판

## 이용객 변동
| 노선  | 노선   | 일평균 인원수 (명/일) | 일평균 인원수 (명/일) | 일평균 인원수 (명/일) | 일평균 인원수 (명/일) | 일평균 인원수 (명/일) | 일평균 인원수 (명/일) | 일평균 인원수 (명/일) | 일평균 인원수 (명/일) | 일평균 인원수 (명/일) | 일평균 인원수 (명/일) | 각주  |
| 노선  | 노선   | 2000년                | 2001년                | 2002년                | 2003년                | 2004년                | 2005년                | 2006년                | 2007년                | 2008년                | 2009년                | 각주  |
| ----- | ------ | --------------------- | --------------------- | --------------------- | --------------------- | --------------------- | --------------------- | --------------------- | --------------------- | --------------------- | --------------------- | ----- |
| 2호선 | 승차   | 45,245                | 45,561                | 47,367                | 47,316                | 48,169                | 49,198                | 48,460                | 47,122                | 47,422                | 48,826                | [ 2 ] |
| 2호선 | 하차   | 46,535                | 47,155                | 48,891                | 48,446                | 49,059                | 50,312                | 49,396                | 47,855                | 47,680                | 49,864                | [ 2 ] |
| 2호선 | 승하차 | 91,780                | 92,716                | 96,258                | 95,762                | 97,228                | 99,509                | 97,856                | 94,977                | 95,103                | 98,690                | [ 2 ] |
| 노선  | 노선   | 2010년                | 2011년                | 2012년                | 2013년                | 2014년                | 2015년                | 2016년                | 2017년                | 2018년                |                       | [ 2 ] |
| 2호선 | 승차   | 49,525                | 51,478                | 52,386                | 54,302                | 54,312                | 51,447                | 51,691                | 48,836                | 49,726                |                       | [ 2 ] |
| 2호선 | 하차   | 50,678                | 51,910                | 52.363                | 54,050                | 54,160                | 51,181                | 51,446                | 48,315                | 49,036                |                       | [ 2 ] |
| 2호선 | 승하차 | 100,203               | 103,388               | 104,749               | 108,352               | 106,472               | 102,628               | 103,137               | 97,151                | 98,762                |                       | [ 2 ] |

## 인접한 역
| 서울 지하철 2호선 | 서울 지하철 2호선   | 서울 지하철 2호선                |
| ----------------- | ------------------- | -------------------------------- |
| 201 시청 외선순환 | ● 서울 지하철 2호선 | 203 을지로3가(신한카드) 내선순환 |